# Radio VKS
Radio VKS é o álbum de estreia do girl group pop brasileiro Valkyrias, lançado originalmente em 4 de Dezembro de 2010 pela editora discográfica Som Livre. O primeiro single do álbum foi lançado em 17 de setembro de 2009, a faixa "Dar Certo", que um bom desempenho para um single de estreia. Algumas faixas do álbum foram disponibilizadas no myspace oficial do grupo durante o ano de 2010, conforme eram gravadas, porém sem serem colocadas para download, sendo que em 3 de dezembro de 2010, um dia antes de ser lançado oficialmente, o álbum podia ser achado para download. O álbum traz a produção do DJ e produtor Deeplick, responsável por trabalhos com artistas como Skank, Wanessa, Vanessa da Matta, Cláudia Leitte, Shakira e John Legend.

## Antecedentes
Em 2007 Débora Cidrack conheceu Selma Lins através de um concurso musical do programa Domingão do Faustão, desenvolvendo grande afinidade musical e pessoal entre as cantoras, que passaram a cantar juntas. Em 2009 Selma, que já conhecia Gabriela Nader, convidou a cantora para integrar um grupo com ela e Débora. Compartilhando a mesma paixão pela música pop e a vontade de entrarem para o cenário musical, as cantoras uniram-se a um empresário que tornou possível a elaboração de um projeto moderno e adequado ao atual mercado musical.
Ao se conhecerem, cada integrante agregou algo musicalmente ao grupo. Selma Lins foi por muitos anos modelo, morando em países como Estados Unidos e Japão, onde desenvolveu sua paixão pela música, alternando seu trabalho com a moda com algumas apresentações como cantora em Tóquio, onde aprendeu a levar a postura das passarelas para o palco. Débora Cidrack, após 5 anos de aula de canto lírico, participou de diversas bandas de diversos estilos musicais como pop-rock, soul, jazz e blues. Já Gabriela Nader, criada nos Estados Unidos da América, aderiu ao grupo a cultura da música americana R&B. A partir de então o grupo começou a compor suas canções.

## Produção e tema
A maioria das canções são compostas pelas três integrantes do grupo, Débora Cidrak, Selma Lins e Gabriela Nader, explorando temas recorrentes no universo jovem, como festas, azaração, jogos amorosos e principalmente feminismo, o grande tema do álbum. Após o início das composições e os arranjos pré-formados no piano as Valkyrias passaram a procurar um produtor que atendesse ao estilo que o grupo gostaria de seguir, uma sonoridade que seguisse tendências mundiais, unindo o electropop com synthpop e tons de R&B, completamente diferente do pop deficiente brasileiro. Na busca, o grupo destacou o produtor e DJ Deeplick, conhecido por trabalhos como as canções "Ai, Ai, Ai..." de Vanessa da Mata, o remix de "One Last Cry" de Marina Elali, "Não Me Leve a Mal" e Fly" de Wanessa, "As Máscaras (Se Deixa Levar)" de Claudia Leitte e os remixes oficiais do álbum She Wolf de Shakira.
| “ | O grupo procurava um produtor moderno para cuidar do nosso disco, pois acreditávamos que o mercado pop brasileiro tinha uma lacuna grande. Como já conhecíamos o trabalho do Deeplick nos remixes da Vanessa da Mata e Seu Jorge, resolvemos chamá-lo, e ele também tinha ideias com projetos pop. Nós é que fomos atrás dele. Ouvíamos as coisas dele no rádio e sempre achamos que combinava com o que queríamos fazer, um pop moderno" | ” |

Com as produções encaminhadas, o grupo passou a procurar uma gravadora que atendesse o desejo de lançar um trabalho moderno e seguindo das tendências musicalmente mundiais. As Valkyrias chegaram a serem contatadas por várias editoras discográficas, surgindo rumores de que o grupo estaria quase certo com a Universal Music, porém após várias audições com outras gravadoras, o grupo assinou com a Som Livre. Segundo o grupo o interesse das gravadoras surgiu pela banda se mostrar com um material pronto e com o grupo formado e consolidado. O grupo trabalhou no álbum cerca de dois anos, tempo dividido entre composição da letra das canções e das melodias, busca por uma gravadora que atendesse as vontades de trabalhar com um gênero pop diferente do normal brasileiro e produção e arranjos das canções.
| “ | Demoramos um pouco para apresentar o CD pois estávamos preparando algo muito novo para tentar preencher uma lacuna que há na música pop brasileira. Mas tudo foi feito com muito carinho e empenho, tanto que a produção já gerou até material para um próximo trabalho. Nossa batalha é antiga. A gente procura nomes renomados para trabalhar porque sempre quisemos mostrar o melhor. Queremos mudar a cara do pop no Brasil e precisamos estar bem rodeados" | ” |

Com as canções encaminhadas e o contrato com a gravadora assinado, as Valkyrias passaram a trabalhar no nome do álbum, que primeiramente se chamaria apenas Valkyrias, um homônimo do nome do grupo, em referência às guerreiras mitológicas que alcançavam seus objetivos sem ajuda de homens. Porém após vários testes o nome final para o álbum ficou como Radio VKS. "Radio" é uma homenagem a todas as rádios do Brasil, além da referência do álbum da banda RPM Rádio Pirata, e "VKS" é referência à sigla adotada pelo grupo para encurtar o nome 'Valkyrias', como um logotipo, sendo também o nome da canção que abre o álbum.

## Promoção
Em 17 de Setembro de 2009 foi lançada oficialmente a primeira canção do grupo, "Dar Certo", com exclusividade pela rádio 89 FM, passando também por outras rádios como Mix, Dumont, Gazeta FM, Band FM, Alpha e Transamérica, sendo que devido a grande aceitação, a canção foi passada a outras dezenas de rádios do país. O single alcançou a posição trigésima quarta no Hot 100 Brasil e a décima quarta no Hot Dance Club Play. O videoclipe do single, lançado oficialmente em 19 de novembro de 2009, foi dirigido por Fernando Andrade, irmão do apresentador Luciano Huck, conhecido pelo vasto trabalho como diretor, como o documentário Coração Vagabundo de 2008. O vídeo estreou na MTV, onde alcançou a sétima posição no Top 10 MTV. No mesmo mês o grupo foi entrevistad pelo programa Pânico, na rádio Jovem Pan, ganhando notoriedade.
Em 6 de Janeiro de 2010 é lançado o segundo single, Feel Good, lembrando o electropop e o synthpop feito por cantoras como Lady Gaga e Kesha, alcançando a trinta e dois no Hot 100 Brasil, vinte no Hit Parade Brasil e a quatro no Hot Dance Club Play. Em 30 de janeiro de 2010 as Valkyrias foram convidadas pelo rapper americano Akon para se apresentar como número de abertura da Brazilian Tour, turnê exclusiva do cantor no Brasil.
Em 6 de Fevereiro foi a vez do grupo abrir a turnê I Am... Tour, da cantora Beyoncé, no Brasil. No entretanto o grupo não chegou a se apresentar, devido a forte chuva região horas antes do início do show, o que acabou estragando alguns dos aparelhos do espetáculo. Em 25 de março o grupo foi entrevistado pelo apresentador Jô Soares no Programa do Jô, onde divulgou o single, sendo classificada pelo apresentador como "a nova cara do pop". Na mesma época, em entrevista à MTV, as Valkyrias disseram que a intenção do grupo é quebrar os tabus de que um grupo pop brasileiro formado por mulheres não teria seu espaço..
Em 27 de março as Valkyrias novamente foram convidadas para e apresentar como número de abertura de uma turnê internacional. Na ocasião, a Mi Plan Tour, turnê da cantora Nelly Furtado que passava pelo Brasil. Em 19 de maio e 20 de maio o grupo se apresentou como abertura do show do cantor Chris Brown no Brasil. Em 29 de Julho de 2010 é lançado o terceiro single do grupo, Last Chance, alcançando a posição quarenta e sete no Hot 100 Brasil.
| Críticas profissionais                                                      | Críticas profissionais |
| Avaliações da crítica                                                       | Avaliações da crítica  |
| Fonte                                                                       | Avaliação              |
| --------------------------------------------------------------------------- | ---------------------- |
| Visto Livre                                                                 | [ 15 ]                 |
| Livraria Cultura                                                            | [ 16 ]                 |
| Esta tabela precisa de ser acompanhada por texto em prosa. Consulte o guia. |                        |

## Faixas
| N.º | Título              | Compositor(es)                             | Duração |  |
| 1.  | "Radio VKS (Intro)" | Débora Cidrack                             | 0:10    |  |
| 2.  | "VKS"               | Débora Cidrack, Selma Lins, Gabriela Nader | 4:34    |  |
| 3.  | "Feel Good"         | Débora Cidrack, Selma Lins, Gabriela Nader | 4:15    |  |
| 4.  | "Dar Certo"         | Débora Cidrack, Selma Lins, Gabriela Nader | 3:28    |  |
| 5.  | "Meninas"           | Selma Lins, Gabriela Nader                 | 4:43    |  |
| 6.  | "Falta de Você"     | Débora Cidrack, Gabriela Nader             | 4:34    |  |
| 7.  | "Last Chance"       | Débora Cidrack, Selma Lins, Gabriela Nader | 3:40    |  |
| 8.  | "Joyride"           | Débora Cidrack, Selma Lins, Gabriela Nader | 4:08    |  |
| 9.  | "All I Wanna Do"    | Débora Cidrack, Selma Lins, Gabriela Nader | 3:25    |  |
| 10. | "Sempre Bom"        | Débora Cidrack, Selma Lins, Gabriela Nader | 3:52    |  |
| 11. | "Super Mulher"      | Débora Cidrack, Selma Lins, Gabriela Nader | 4:24    |  |
| 12. | "Bem Me Quer"       | Débora Cidrack, Selma Lins, Gabriela Nader | 3:57    |  |
| 13. | "Feel Good (Remix)" | Débora Cidrack, Selma Lins, Gabriela Nader | 6:32    |  |
| 14. | "VKS (Remix)"       | Débora Cidrack, Selma Lins, Gabriela Nader | 4:11    |  |

| Bonus: download digital |                          |                                                                     |         |  |
| N.º                     | Título                   | Compositor(es)                                                      | Duração |  |
| 15.                     | "Escrito nas Estrelas"   | Débora Cidrack, Selma Lins, Gabriela Nader                          | 3:23    |  |
| 16.                     | "Te Amo (Rihanna cover)" | Rihanna, Mikkel S. Eriksen, Tor Erik Hermansen, James Fauntleroy II | 3:28    |  |

### Singles
- "Dar Certo", primeiro single do álbum, lançado em 17 de setembro de 2009. A canção recebeu críticas positivas, comparando as cantoras à grupos de sucesso como as Sugababes e as The Saturdays. A Abril Music frizou que é  "Difícil encontrar bons grupos femininos no Brasil como as Valkyirias"[17]. Ainda o site oficial do grupo Pussycat Dolls comentou sobre o estilo de música das Valkyrias: "Seu estilo muitas vezes é lembrado ao pop e R&B das garotas americanas The Pussycat Dolls, mantendo semelhanças no jeito de dançar e estilo musical"[18]. O single alcançou a posição trinta e quatro no Hot 100 Brasil e quatorze no Hot Dance Club Play.
- "Feel Good", segundo single do álbum, lançado em 6 de janeiro de 2010. A canção explora a sonoridade electropop e Synthpop, inspirado no estilo de música americana, lembrando ainda cantoras como Lady Gaga e Kesha[19][20]. O single alcançou a posição trinta e dois no Hot 100 Brasil, vigésima posição no Hit Parade Brasil e a quarta posição no Hot Dance Club Play, além alcançar a posição sessenta na Billboard Brasil e dezesete no Hot Pop da Billboard Brasil.
- "Last Chance", terceiro single do álbum, lançado em 29 de julho de 2010. A canção explora a sonoridade pop e R&B, sendo a primeira balada lançada pelo grupo, inspirada em canções como "H.A.T.E.U." de Mariah Carey e "Halo" de Beyoncé[19]. O single alcançou a posição quarenta e sete no Hot 100 Brasil.

## Histórico de lançamento
O site da Livraria Cultura, noticiou que estariam disponibilizando no mesmo dia as cópias do primeiro álbum das Valkyrias, sendo o primeiro site à colocar a venda em parceria com a Som Livre o trabalho de estreia do grupo.
| País           | Data                   | Formato              | Gravadora |
| -------------- | ---------------------- | -------------------- | --------- |
| Brasil         | 4 de dezembro de 2010  | CD, download digital | Som Livre |
| Portugal       | 10 de janeiro de 2010  | CD, download digital | Som Livre |
| Estados Unidos | 2 de fevereiro de 2011 | download digital     | Som Livre |